# Socha Panny Marie Immaculaty (Chvalkovice)
Socha Panny Marie Immaculaty stojí u kamenného mostku přes Běluňku v centru obce Chvalkovice v okrese Náchod. Prohlášení za kulturní památku nabylo účinnosti 14. srpna 2007, v Ústředním seznamu kulturních památek je zapsána pod rejstříkovým číslem 102462. 